# Ferdinand Jap A Joe
Ferdinand Jap A Joe (Suriname, 13 februari 1981) is een Surinaams voormalig voetballer.

## Carrière
Jap A Joe begon zijn spelersloopbaan bij SV Robinhood, hij speelde er van 2000 tot 2009. Hij werd met de ploeg landskampioen in 2005 en veroverde de beker in 2001, 2006 en 2007. Hij verhuisde in 2009 naar Walking Boyz Company, hij wist in 2013 opnieuw de beker te winnen.
Hij speelde 22 interlands voor Suriname waarin hij een keer kon scoren.

## Erelijst
- SV Robinhood
  - Landskampioen: 2005
  - Surinaamse voetbalbeker: 2001, 2006, 2007
- Walking Boyz Company
  - Surinaamse voetbalbeker: 2013